# Indická lidová strana
Indická lidová strana (hindsky भारतीय जनता पार्टी, v české transkripci Bháratíj džanta pártí či Bháratíja džantá, zkratka BJP) je politická strana v Indii, ideologicky řazena k pravici až krajní pravici, sociálnímu konzervatismu, neoliberalismu a ideologii hindutva, která přisuzuje hinduistům vůdčí roli ve správě Indie. Jedná se o nejsilnější indickou stranu a společně s Indickým národním kongresem tvoří dvojici hlavních politických sil v zemi; od roku 2014 je vládní stranou a zároveň domovskou stranou premiéra Naréndry Módího. V dnešní podobě vznikla v roce 1980 a součástí dvou indických vlád byla už v letech 1998–2004 v rámci Národně demokratické aliance.
Strana původně vznikla jako politické křídlo krajně pravicové nacionalistické organizace Ráštríj svajamsévak sangh, se kterou dodnes udržuje blízký vztah - členem RSS byl dokonce i sám Módí. Obě organizace jsou formálně oddělené, nicméně mezi stranou a RSS je stále vysoká míra spolupráce a personálního propojení.

## Historie
Kořeny strany sahají k hinduistické nacionalistické organizaci Ráštríj svajamsévak sangh (RSS) a pravicové straně Bháratíja džana sangh (BJS), která od svého vzniku v roce 1951 politicky prosazovala ideologii RSS. V roce 1977 se BJS v opozici proti Indickému národnímu kongresu sloučila s dalšími stranami a vytvořila stranu Džanta, od níž se pak v roce 1980 oddělila frakce prosazující možnost paralelního členství v RSS, která založila novou stranu pod názvem Bháratíja džantá (Indická lidová strana).
Nová strana se přihlásila k nacionalistické ideologii hindutvy. První volební úspěch zaznamenala v roce 1989, kdy prosazovala vybudování hinduistického chrámu ve městě Ajódhja, na místě posléze zbořené Báburovy mešity. Podpora strany rychle stoupla a v roce 1991 už obsadila 117 křesel v Sněmovně lidu, dolní parlamentní komoře. Demolice Báburovy mešity v roce 1992 způsobila velké kontroverze a vedla k vlně násilí po celé zemi s více než tisíci oběťmi, což způsobilo růst odporu vůči BJP. V odpovědi na pokles popularity strana rozšířila členskou základnu a její lídři se účastnili řady procesí ratha játrá a politických pochodů, uctívajících Rámu coby symbol kulturní renesance.
Po všeobecných volbách v roce 1996 se strana stala nejsilnějším samostatným subjektem ve Sněmovně lidu, ale protože postrádala parlamentní většinu, vláda s její účastí pod vedením Atala Bihárího Vádžpejího trvala pouhých 13 dní. Po volbách v roce 1998 sestavila BJP jako nejsilnější strana Národně demokratické aliance vládu, znovu pod vedením Vádžpejího. Tato vláda trvala rok, nicméně po dalších všeobecných volbách v roce 1999 sestavila koalice další vládu (potřetí s premiérem Vádžpejím), která vydržela až do dalších řádných voleb v roce 2004. V těchto volbách aliance ztratila většinu a samotná Indická lidová strana skončila druhá, za Indickým národním kongresem pod vedením Sonie Gándhíové.
Po desetiletém působení v pozici hlavní opoziční strany (počas dvou volebních období) se Indická lidová strana v roce 2014 vrátila k moci. Pod vedením volebního lídra a dlouholetého vedoucího ministra gudžarátského svazového státu Naréndry Módího zaznamenala výrazné vítězství, získala parlamentní většinu a sestavila vládu s Módím v čele. Samotná strana obsadila 282 křesel v dolní parlamentní komoře a celá Národně demokratická aliance nově disponovala až 336 hlasy. V lokálních volbách v pěti svazových státech v roce 2018 strana utrpěla výrazné ztráty ve všech těchto státech (například v Madhjapradéši, Rádžasthánu, Čhattísgarhu), nicméně ve všeobecných volbách o rok později zaznamenala historicky nejlepší výsledek, zvýšila většinu ve Sněmovně lidu (až na 303 zastupitelů) a pod Módího vedením opětovně sestavila vládu. V tomto případě jde o velmi citlivou věc, jelikož právě v roce 1992 zde indičtí nacionalisté zbořili muslimskou svatyni ze šestnáctého století známou jako Báburova mešita. Událost tehdy spustila krveprolití na mnoha místech Indie. Plánována je rovněž změna názvu města Ágra. Slavné místo na břehu posvátné řeky Jamuny, rovněž ve státě Uttarpradéš, je známé zvláště díky památníku Tádž Mahal. Zmínky o tomto městě jsou však už v Mahábháratě. 
Toto další působení BNP ve jménu indického nacionalismuzahrnuje změny místních jmen sídel na ryze indická namísto jejich anglicky znějící verze. Tak se například v červenci roku 2018 nádraží Mugalsaráj v indickém svazovém státě Uttarpradéš přejmenovalo po Dindajalu Upadhjajovi (1916–1968), indickém nacionalistovi. V říjnu 2018 byl Iláhábád, starobylé město v témže státě,  přejmenován na Prajagrádž. Okres Faizabad byl pojmenován Ajódhja (rodiště boha Rámy).

## Výsledky ve všeobecných volbách
| Volby | Podíl   | Změna     | Počet mandátů | Změna | Postavení                        |
| ----- | ------- | --------- | ------------- | ----- | -------------------------------- |
| 1984  | 7,74 %  | ▬         | 2/533         | ▬     | opozice                          |
| 1989  | 11,36 % | ▲ 3,62 %  | 85/545        | ▲ 83  | opoziční podpora Národní fronty  |
| 1991  | 20,11 % | ▲ 8,75 %  | 120/545       | ▲ 35  | opozice                          |
| 1996  | 20,29 % | ▲ 0,18 %  | 161/545       | ▲ 41  | vládní (13 dnů), později opozice |
| 1998  | 25,59 % | ▲ 5,30 %  | 182/545       | ▲ 21  | vládní                           |
| 1999  | 23,75 % | ▼ 1,84 %  | 182/545       | ▬     | vládní                           |
| 2004  | 22,16 % | ▼ 1,69 %  | 138/543       | ▼ 44  | opozice                          |
| 2009  | 18,80 % | ▼ 3,36 %  | 116/543       | ▼ 22  | opozice                          |
| 2014  | 31,34 % | ▲ 12,54 % | 282/543       | ▲ 166 | vládní                           |
| 2019  | 37,46 % | ▲ 6,12 %  | 303/543       | ▲ 21  | vládní                           |